# Guillaume-Antoine Olivier
Aquest autor és citat en taxonomia animal amb el nom «Olivier».
Guillaume-Antoine Olivier, (Leis Arcs, França, 19 de gener del 1756-Lió, França, 1 d'octubre del 1814) fou un entomòleg francès.

## Biografia

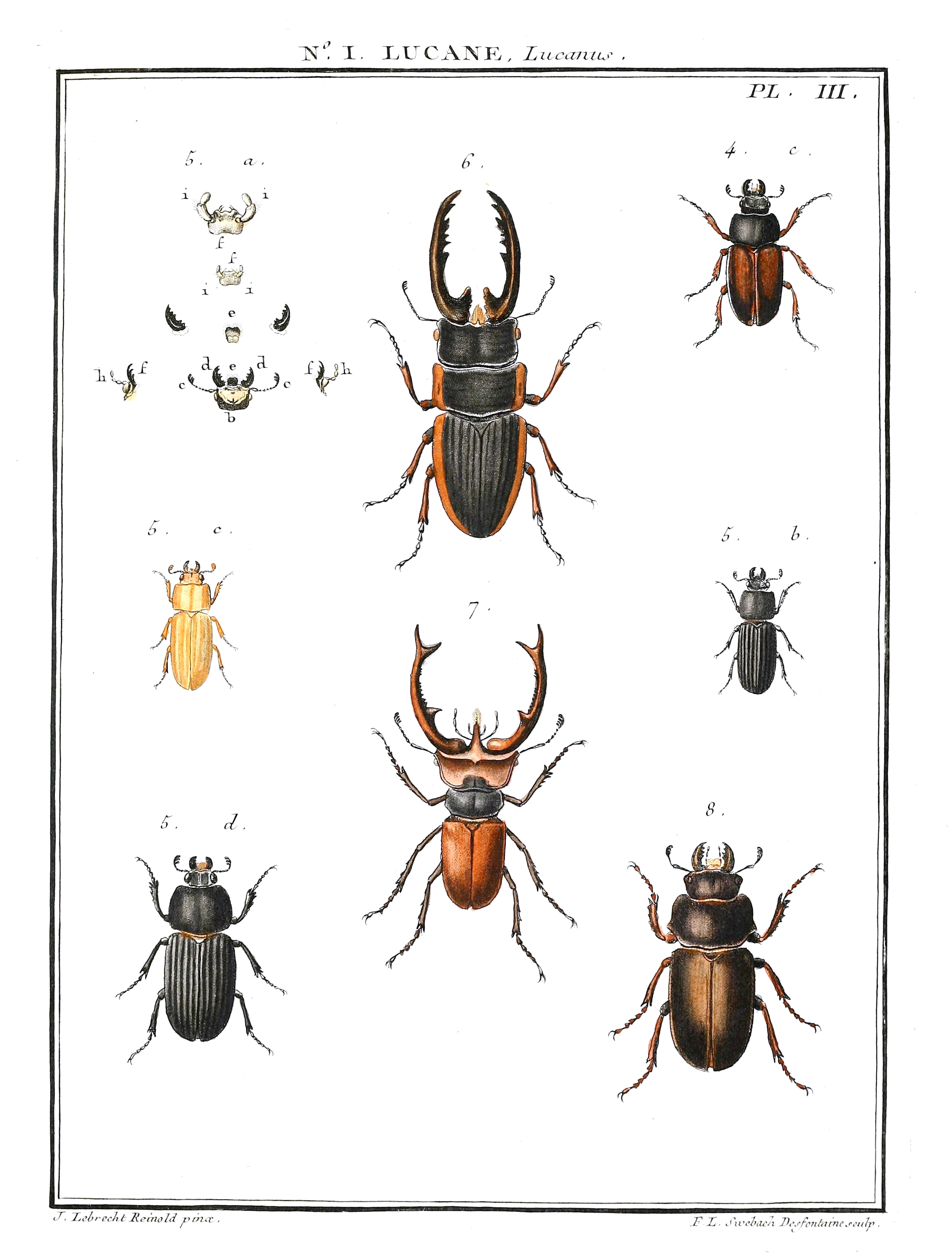
Plana d'Entomologie

El seu pare era metge a Toló. Bon estudiant, ja a l'edat de catorze anys va terminar els seus estudis secundaris. Oliver va estudia medicina a la Universitat de Montpeller i graduar-se a l'edat de disset anys.S'hi ensenyava la història natural segons els principis de Carl von Linné, el que en aquesta època, era molt modern.
Va ser molt influenciat per Pierre Marie Auguste Broussonet amb qui va voler anar treballar a París, però el seu pare li va refusar pagar la beca. Fins a 1783 va fer de metge a Toló, amb poca il·lusió per a la professió. El 1783 va abandonar la medicina i començar les seves investigacions entomològiques. Pel govern revolucionari va ser enviat al Regne Unit i als Països Baixos per a estudiar els insectes locals. El 1792 va col·laborar amb Jean-Baptiste Lamarck en la creació de la revista Journal d'Histoire Naturelle i més tard a l'any va fer un viatge d'estudis de sis anys a l'Imperi Otomà i Orient mitjà. Durant aquest viatge mostra la seva capacitat d'observació, molt enllà de la biologia. Es dedica a comprendre la cultura, els costums i l'economia dels països que visita en la seva complexitat en una anàlisi sistèmica etnològica avant la lettre.
Les espècies que va col·leccionar durant els seus viatges va inventariar i publicar en la seva obra major Entomologie, ou histoire naturelle des insectes en sis volums entre 1789 i 1808. Principalment era zoòleg, tot i això, també ha descrit unes plantes. En tornar cap a França va esdevenir catedràtic de zoologia a l'Escola Veterinària a Maisons-Alfort. Va morir l'1 d'octubre del 1814, d'una ruptura d'un aneurisma. En un in memoriam, A. Silvestre de la Societé d'Agriculture conclou el 1815 «no va poder veure la recança causada per la seva mort sobtada als seus amics i col·legues que sempre van estimar el seu caràcter, el cor i els seus talents.»
La seva col·lecció es conserva a París al Museu Nacional d'Història Natural.

Unes espècies que ha descrit
- Caparreta negra (Saissetia oleae)

- Corc dels llibres (Nicobium castaneum)
- Corc de la vinya (Sinoxylon sexdentatum)
- Morrut de les palmeres (Rhynchophorus ferrugineus)

## Obres principals
- Dictionnaire des insectes (en francès). els quatre primers volums són d'ell, 1790-1811.
- Histoire naturelle des coléoptères (en francès). 6 volums.  París: Baudouin, 1789.
- Entomologie, ou histoire naturelle des insectes, avec leurs charactères génériques et spécifiques, leur description, leur synonymie, et leur figure enluminée. (en francès). 6 volums.  París (Saint-André-des-Arcs): Desray, 1789-1808.
- Voyage dans l'Empire Othoman, l'Égypte et la Perse, fait par ordre du gouvernement pendant les six premières années de la République (en francès). 2 n°16.  París: H. Agasse, 1801-1807.